# 斯文·萨伦
斯文·萨伦（瑞典語：Sven Salén，1890年11月7日—1969年10月29日），瑞典男子帆船运动员。他曾代表瑞典参加1936年和1952年夏季奥林匹克运动会帆船比赛，其中1936年奥运会获得一枚铜牌。